# Crossarchus platycephalus
Cầy mangut lùn đầu phẳng (Crossarchus platycephalus) là loài họ Cầy lỏn đặc hữu của rừng nhiệt đới Tây Phi. Nó được liệt kê là loài ít quan tâm trong sách đỏ IUCN kể từ năm 2008.